# Bjørn Winsnes
Bjorn Winsnes (13. září 1925, Oslo – 25. listopadu 2012) byl norský karikaturista a fotograf. Svou kariéru začal jako fotograf u norské policie, která byla založena ve Švédsku během 2. světové války. Byl přidělen k Okresnímu velitelství Severního Norska a později převelen do Vojenské komise spojeneckých sil, která pracovala na odhalování německých válečných zločinů proti sovětským a jugoslávským válečným zajatcům. Tato fotografická dokumentace byla použita tribunálem pro válečné zločiny v Norimberku v letech 1945–46.

## Životopis
Winsnes založil vlastní studio v Oslu v roce 1949. Byl jedním ze zakladatelů Národní asociace norských reklamních fotografů, Asociace svobodných fotografů a Kreativního fóra. Řadí se mezi studenty Technické univerzity v Sogne podobně jako Børge Kalvig, Morten Krogvold nebo Herdis Maria Siegert.
Pracoval jako karikaturista pro Dagbladet během zimních olympijských her v Oslu v roce 1952 a letních olympijských her v Helsinkách téhož roku. Byl také spoluorganizátorem a účastníkem výstavy fotografií Foto i Fokus v Oslu v roce 1956 a byl zodpovědný za výběr fotografií pro výroční výstavu Asociace norských fotografů ve Frogner Hovedgård v Oslu v roce 1969. Pracoval také jako člen poroty v Norsku a Švédsku, včetně několika let v A-magasin novin Aftenposten.
V roce 1962 byl prvním fotografem, který získal cenu za reklamní fotografii Gullblyanten (Zlatá tužka) za svou práci jako reklamní fotograf a v roce 1963 byl oceněn za fotografie potravin.
Winsnes byl prvním fotografem, který v roce 1968 obdržel stipendium od Norské umělecké rady. Byl norským zástupcem při přípravě a výrobě vizuálního materiálu pro audiovizuální část Severského pavilonu na světové výstavě v japonské Osace v roce 1970. Hudbu pro tento program složil Arne Nordheim.
Vystavoval v galerii Pentax v Londýně, v galerii Kaare Berntsen v Oslu, v Preus Fotomuseum v Hortenu, v Kløhushusetu v Bergenu, na Jarní výstavě Forbundet Frie Fotograf v Oslu. Rovněž měl samostatnou výstavu v sídle společnosti Kodak v Oslu.
Byl po mnoho let jediným norským zástupcem švédského obrazového archivu Tio Foto ve Stockholmu.